# Rote Klinge (Jagst)
Die Rote Klinge ist eine etwas über einen Kilometer lange Seitenklinge des Jagsttals, die das Dorf Jagstberg der Gemeinde Mulfingen im Hohenlohekreis im nordöstlichen Baden-Württemberg teilt. Der in ihr laufende Bach mündet zuletzt in Mulfingen selbst von links und etwa Südwesten in die mittlere Jagst.

## Geographie

### Verlauf
Der Bach durch die Rote Klinge entsteht im Gewann Weißbaum auf etwa 372 m ü. NHN etwa 0,3 km südwestlich des Dorfrandes von Jagstberg nahe dem Abgang der Birkenreisichstraße von der L 1022 Belsenberg–Mulfingen in der engen Schlinge, die die örtliche Straße um die obere, schon baumerfüllte Mulde des Baches zieht. Dieser fließt durch eine zunächst noch mäßig steile Klinge auf das Dorf zu. Der Talgrund, der rechte Hang und der linke Unterhang sind bewaldet, am linken Oberhang laufen zwischen teils offenen Grundstücken einige Steinriegel herab. Der Bach ist bis zwei Meter breit, läuft in einem recht geradlinigen, schotterreichen Bett, in dem auch größere Blöcke liegen, und teilweise über Felsplatten. Etwas Fels steht auch an den Einhängen und im oberen Bereich läuft der Bach über eine etwa meterhohe Fallstufe.
Nachdem er in die Dorfkontur von Jagstberg eingetreten ist, setzt der Wald auf dem Grund aus, der Bach geht anscheinend in eine Verdolung und wird dabei von zwei Ortsstraßen gequert, die den alten Siedlungskern Jagstbergs auf dem Talsporn zur Jagst auf der rechten mit einer neueren Siedlung auf der linken Seite verbinden. Nach der zweiten tritt er wieder in einen Klingenwald ein, in dem er in der vorigen Weise seinen Weg nun nordwärts fortsetzt, nun aber steiler, über mehrere anderthalb Meter hohe Fallstufen und mit zuletzt bis zu fünf Metern Breite des Bettes. Der Bach wird durch Schichtquellen am Hang verstärkt, ist aber dennoch oft recht wasserarm. Laut einem Markierungsversuch fließt einer der Quellen Wasser zu, das rund 2,3 km südsüdwestlich in einer Doline am Oberlauf des Hetzlesbachs versinkt. Die Folge der der Falllinie folgenden Steinriegel am linken Hang setzt sich fort.
Nach etwas mehr als einem Kilometer Lauf fließt aus der linken Neben-Waldklinge Rautenklinge ein etwa halbkilometerlanger Bach aus dem Westsüdwesten zu. Danach öffnen sich bald die inzwischen flacheren Hänge und der Bach wendet sich auf nordöstlichen Lauf, zunächst an wenigen Häusern an der Straße Kapellrain entlang, dann inzwischen verdolt an der Mulfinger St.-Anna-Kapelle vorbei. Nachdem das Rohr noch den flussufernahen Riedweg unterquert hat, fließt das sommers jedoch zeitweise versiegende Bachwasser schließlich auf etwa 262 m ü. NHN von links in die mittlere Jagst ein, noch fast genau gegenüber der Mündung des Roggelshäuser Bachs und nur einen Steinwurf oberhalb der Mulfinger Archenbrücke über die Jagst.
Der Bach durch die Rote Klinge mündet nach 1,3 km langem Lauf mit mittlerem Sohlgefälle von etwa 85 ‰ rund 110 Höhenmeter unterhalb seines Ursprungs.

### Einzugsgebiet
Die Rote Klinge hat ein etwa 2,2 km² großes Einzugsgebiet im Naturraum der Kocher-Jagst-Ebenen. Seine Anteile im Westen auf der Hochebene linksseits des Jagsttales gehören zum Unterraum Östliche Kocher-Jagst-Riedel der Östlichen Kocher-Jagst-Ebene, die jagstnahen im Osten mit auch den beiden Klingen dagegen zum Unterraum Mittleres Jagsttal des Jagsttals. Die Hochebene steht weit überwiegend unterm Pflug, einziger Ort ist dort die zwei Anwesen umfassende Aussiedlerhofgruppe Birḱenreisich. Am Jagsttalhang und den Klingeneinhängen dagegen steht überwiegend Wald, die Besiedlung ist dort mit dem Dorf Jagstberg und wenigen Häusern des zentralen Mulfingen selbst vergleichsweise stark. Das gesamte Gebiet gehört zur Gemeinde Mulfingen.
Reihum grenzen die Einzugsgebiete der folgenden Nachbargewässer an:
- Im Süden entwässert der Hasenklingenbach über den Hetzlesbach weiter aufwärts in die Jagst;
- im Südwesten liegt das Quellgebiet des Forellenbachs, eines Jagstzuflusses weit abwärts;
- im Westen liegt das Quellgebiet des Hohebachs, der weniger weit abwärts ebenfalls die Jagst speist;
- jenseits der nördlichen Wasserscheide gibt es lange keinen dauerhaften linken Jagstzufluss.

### Zuflüsse
- (Bach aus der Rautenklinge), von links und Westsüdwesten auf etwa 280 m ü. NHN[LUBW 1] am Ende des Klingenwaldes, ca. 0,5 km[LUBW 5] und ca. 0,7 km².[LUBW 3] Entsteht auf etwa 355 m ü. NHN[LUBW 1] in der oberen Rautenklinge.

## Geologie
Die höchste triassische Schicht im Einzugsgebiet ist der Lettenkeuper (Erfurt-Formation), er bedeckt den größten Teil des westlichen Einzugsgebiets und springt in jeweils einem Schichtsporn an der nördlichen Wasserscheide, einem zwischen den beiden Klingen und einem an der südlichen weit ostwärts vor. An diesen schließt sich ostwärts Oberer Muschelkalk an, der jeweils schon oberhalb der beiden Klingen einsetzt und in diesen lange auf dem Grund ansteht. Vor dem Zusammenfluss der Klingenbäche wechseln beide in den Mittleren Muschelkalk und der aus ihnen vereinte Bach mündet schließlich in Schichthöhe des Unteren Muschelkalks.
Jüngere überlagernde Schichten sind zwei Inseln aus quartärem Lösssediment auf der westlichen Wasserscheide, Schwemmlandstreifen auf der Hochebene schon vor den Klingeneinschnitten, Hangschutt an deren steilen Muschelkalkhängen und zuletzt kurz vor der Mündung abgelagertes Schwemmsediment.

## Natur und Schutzgebiete
Das Landschaftsschutzgebiet Jagsttal mit Nebentälern und angrenzenden Gebieten zwischen Kreisgrenze Schwäbisch Hall und Gemeindegrenze Krautheim/Schöntal erstreckt sich vom Jagstlauf her in die Klingen bis zu deren oberen Hangkanten hinauf, spart dabei aber die Siedlungsfläche von Jagstberg aus. Fast das ganze Einzugsgebiet liegt in einem großen Wasserschutzgebiet, das linksseits des Jagstlaufes von der südlichen Wasserscheide bis hinunter zum nächsten Mulfinger Taldorf Ailringen reicht.

### LUBW
Amtliche Online-Gewässerkarte mit passendem Ausschnitt und den hier benutzten Layern: Bachlauf durch die Rote Klinge und deren Einzugsgebiet

Allgemeiner Einstieg ohne Voreinstellungen und Layer: Daten- und Kartendienst der Landesanstalt für Umwelt Baden-Württemberg (LUBW) (Hinweise)
1. 1 2 3 4  Höhe nach dem Höhenlinienbild auf dem Hintergrundlayer Topographische Karte.
2. ↑  Länge nach dem Layer Gewässernetz (AWGN).
3. 1 2  Einzugsgebiet abgemessen auf dem Hintergrundlayer Topographische Karte.
4. ↑  Natur teilweise nach dem Layer Geschützte Biotope.
5. ↑  Länge abgemessen auf dem Hintergrundlayer Topographische Karte.
6. ↑  Schutzgebiete nach den einschlägigen Layern.

### Andere Belege
1. ↑  Horst Brunner: Blatt 6624 Mulfingen der Geologischen Karte von Baden-Württemberg, Erläuterungen. Freiburg im Breisgau 1999, Beilage 4.
2. ↑  Wolf-Dieter Sick: Geographische Landesaufnahme: Die naturräumlichen Einheiten auf Blatt 162 Rothenburg o. d. Tauber. Bundesanstalt für Landeskunde, Bad Godesberg 1962. → Online-Karte (PDF; 4,7 MB)
3. ↑  Geologie nach den Layern zu Geologische Karte 1:50.000 auf: Mapserver des Landesamtes für Geologie, Rohstoffe und Bergbau (LGRB) (Hinweise)